# Friedrich Fubel
Friedrich Wilhelm Samuel Fubel (* 8. September 1810 in Havelberg; † 25. Januar 1905 in Halle (Saale)) war ein deutscher evangelischer Theologe und Politiker.

## Leben
Der Sohn eines Oberförsters aus Havelberg studierte an der Universität Halle von 1830 bis 1833 Theologie und Philosophie. Von 1836 bis 1854 war er Pfarrer in Domnitz und heiratete die Adoptivtochter eines einflussreichen und vermögenden Kaufmannes und Stadtverordneten, Christian Friedrich Dürking.
Während der bürgerlich-demokratischen Revolution 1848/1849 übernahm er den Vorsitz des Konstitutionellen Vereins im Saalkreis. Seine Mitglieder strebten grundlegende Reformen der gesellschaftlichen Verhältnisse in Preußen an. So ließ sich Fubel auch für die Wahl der zweiten preußischen Kammer aufstellen und ging zusammen mit Kaufmann Jacob als Sieger aus diesem Wahlkampf hervor. Seine parlamentarische Tätigkeit nahm Fubel dagegen für den Wahlkreis Calbe–Aschersleben wahr.

### Wirken in Halle
Als er sein Pfarramt im Jahr 1854 niederlegte, wurde Halle (Saale) sein ständiger Wohnsitz. Sein besonderes Interesse gehörte der wirtschaftlichen und kommunalen Entwicklung der Stadt. Dort folgte er dem Ruf in das Magistratskollegium und war einige Jahre als unbesoldeter Stadtrat tätig. 
Hier erwarb er sich besondere Verdienste um die städtischen Grünanlagen, die Stadtgärtnerei und das Schulwesen. Großen Anteil nahm Fubel vor allem an der Entwicklung der halleschen Saline, die seinerzeit in eine schwere Existenzkrise geraten war. Als Pfänner gehörte er auch dem Aufsichtsgremium an und übernahm im Jahr 1868 deren Vorsitz. Er beteiligte sich maßgeblich an den Verhandlungen mit dem preußischen Fiskus, die schließlich zu dem Vertrag vom 7. Februar 1868 führten, in dem die Fortführung des Salinebetriebes garantiert wurde. Die Pfännerschaft erhielt für die Überlassung des uralten Produktionsgeländes der „Halle“, die sogenannte königliche Saline und die dazugehörige Braunkohlengrube Zscherben sowie 80.000 Mark.
Fubel erkannte die bedeutungsvolle wirtschaftliche Entwicklung durch die industrielle Verwertung der Braunkohle im halleschen Raum. So arbeitete er in den Aufsichtsräten der Werschen-Weißenfelser Braunkohlen AG, der Gewerkschaft „Glück Auf“ und des halleschen Bankenvereins mit.
Er war jahrzehntelang Mitglied im Halleschen Kunstverein, gegründet 1834, und wurde ehrenamtlicher Vorsitzender des Vereinsvorstandes, zu dem in den 1870er Jahren der Hallenser Stadtbaurat Karl Friedrich Wilhelm Driesemann zählte.
Trotz aller Verpflichtungen und Aufgaben durch zahlreiche Ämter vernachlässigte der kontaktfreudige Kommunalpolitiker nicht seine Stammtischrunde, die sich „Abendstern“ nannte und der Persönlichkeiten der Stadt Halle, unter anderem der Buchhändler Pfeffer, Sanitätsrat Hüllmann, Kaufmann C. A. Jacob und Kaufmann Werther, angehörten. 
Nach dem Ausscheiden Fubels aus seinem städtischen Amt verlieh man ihm im Jahre 1892 das Ehrenbürgerrecht. Friedrich Fubel starb im Jahre 1905 im Alter von 95 Jahren. Er wurde auf dem Nordfriedhof von Halle/Saale bestattet.

## Werke
- Zwei Fragen des Königlichen Consistoriums zu Magdeburg, vom Standpunkte der evangelischen Kirche beantwortet, Halle 1848.